# Galo jezik
Galo jezik (ISO 639-3: galo adi; ostali nazivi adi, adi-gallong, adi-galo, gallong, galong; adl), jedan od jezika podskupine tani, šire skupine tibetsko-burmanskih jezika, kojim govori 150.000 ljudi (2004) u indijskoj državi Arunachal Pradesh; prema drugim podacima 47,641 (1994 IMA).
Gotovo svi govore hindi i asamski. Ne smije se brkati s jezikom adi [adi].

## Vanjske poveznice
- Ethnologue (14th)
- Ethnologue (15th)